# Nine Network
Nine Network (o Channel 9) è una rete televisiva australiana che ha sede nella periferia settentrionale di Sydney. È stata la prima in assoluto a trasmettere in Australia, ovvero dal 16 settembre 1956, ed è la più seguita in assoluto nel Paese (28,6% di share), tanto che il suo slogan è Still the one ("Ancora la numero uno). Ha recuperato la leadership nel 2016 dopo essere stata superata per un periodo da Seven Network.
Il canale irradia il suo segnale in modo diretto a Sydney, Melbourne, Brisbane, Darwin e Adelaide, mentre a Perth e nel resto del Paese si appoggia a emittenti locali affiliate o di sua proprietà.
Ha prodotto le fortunate serie TV Le sorelle McLeod e Underbelly.
Nel 2008 è partita la versione di Nine Network in HD. È affiancata dai canali tematici GO! e GEM.
Ad alcuni suoi programmi ha partecipato anche la nota modella Megan Gale.

## Alcuni programmi prodotti
- Skippy il canguro (1966-1968)
- Pugwall (1989-1991)
- La saga dei McGregor (1993-1996)
- Halifax (1994-2002)
- Murder Call (1997-2000)
- Le sorelle McLeod (2001-2009)
- The Sleepover Club (2003-2007)
- Foreign Exchange (2004)
- Perché a me?(2006-2007)
- Sea Patrol (2007-2011)
- The Gift (2007-2009)
- Underbelly (2008)
- Underbelly: A Tale of Two Cities (2009)
- Rescue Special Ops (2009-2011)
- Underbelly: The Golden Mile (2010)
- Cyber Girls (2010)
- Charlie è tardi (2018)